# サイレントヒル シャッタードメモリーズ
『サイレントヒル シャッタードメモリーズ』(SILENT HILL -SHATTERED MEMORIES-) はコナミデジタルエンタテインメントが2010年3月25日に発売したサバイバルホラーゲーム。リ・イマジネーション作品である。
開発は、『サイレントヒル ゼロ』も担当したクライマックススタジオで、主要スタッフも共通している。

## 概要
シリーズ第1作のテーマ・ストーリーを踏襲し、新たに再構築された作品。しかし、単なるリメイク作品では無く、登場人物の設定やストーリー、「氷の世界」の登場など、『1』とは大幅に違う点がある。
作品テーマは「戦えないという恐怖」、テーマが示すように、今作は武器を使用して敵を倒すことは一切出来ない。また、ビハインドカメラ（常にプレイヤーを背面から追従するカメラ）が採用されている。主人公は1作目と同じくハリー・メイソン。今作ではプレイ中の選択肢により、ハリーの性格が変化していき、他キャラクターの外見や性格の変化が生じていく。また建物の内装・外装や会話の台詞・メールの内容、クリーチャーの容姿などかなり細かなところまで変化していき、全ての変更数を数えると膨大なものとなる。それらが複雑に組み合わさって、最後にたどり着くエンディングでは衝撃の結末を迎えることとなる。

## ストーリー
休暇地として有名な町「サイレントヒル」。そこに住むハリー・メイソンは、一人娘のシェリルを連れての遊園地からの帰り道、凍りついた路面と吹雪による視界の悪さから自動車事故を起こし、意識を失ってしまう。目覚めたとき車内に娘の姿はなく、目の前には不気味に静まり返った町があった。

## 登場人物
ハリー・メイソン (Harry Mason)
声 - カーク・ソーントン
本作の主人公。サイレントヒル在住の作家。30歳。娘のシェリルを溺愛している。
自動車事故の後、はぐれてしまった娘のシェリルを探すためにサイレントヒルを奔走し、実は18年前に交通事故で他界していたことが判明する。
プレイヤーが操作するのはシェリルの思い出から顕在化した架空のハリーであり、途中で性格が変わっていくのはカウンセリングが進むにつれて徐々に本来の性格が見えてくるからである（当初の性格はシェリルのイメージする理想の父親像）。
最後はシェリルが現実を受け止めたことによって氷となって消滅するor自分のことを忘れるように告げて自ら消えて行くorシェリルが現実を直視しないため彼女の意識の中に残留し続けるの三択のどれかになる。
『サイレントヒル』と違って眼鏡を掛けているが、ある場面で失って以降は裸眼で行動する。
シェリル・ヘザー・メイソン（Cheryl Heather Mason）
声 - ケイト・ヒギンズ
ハリーの一人娘。豊富な想像力と行動力をあわせ持った少女。7歳（実年齢は25歳）。
ハリーが自動車事故で意識を失っているうちに姿を消してしまった。
物語の終盤、カウフマンのカウンセリングを受けていたのが彼女であること、彼女の実年齢は25歳であることなどの真相が明らかになる。つまり、本作の真の主人公と言える。幼少期の両親の離婚について自分を責めるあまり父の死をも拒絶し、自分の抱くイメージから想像上の父親を作り出してそれを本物と思い込むほど精神を病んでいた。
ミドルネームは「ヘザー（Heather）」で、『サイレントヒル3』において名乗っていた偽名が用いられている。
シビル・ベネット (Cybil Bennett)
声 - キルステン・ポッター
サイレントヒルの婦人警官。パトロールしている。
パトロール中にハリーと出会う。サイレントヒルの町を熟知している。
『サイレントヒル』では20代だったが今作では40歳と大きく年齢が違う。
Dr.K：ドクターK／マイケル・カウフマン（Michael Kaufmann）
声 - マイケル・マコノヒー
精神分析医の男性。58歳。落ち着いた物腰でカウンセリングを行っていく。
ゲーム中に何度も行われるカウンセリングでは、彼の質問に答えていくことになる。『サイレントヒル』と異なり、物語に直接は関与しない。
ダリア (Dahlia)
声 - ローラ・ベイリー
ハリーの目の前に突如現れた謎の若い女性。プレイヤーの選択に応じて服装や髪の色が変化する。
容姿がシェリルに似ており、ハリーのことを知っているような言動を見せ、ハリーを翻弄する。
その正体はハリーの生前の妻であり、シェリルの母親。エンディングによっては診療所を出たシェリルを迎えに来る。
容姿は『サイレントヒル』のダリアよりもアレッサやヘザーに近い。
バーメイド (Bar maid)
声 - 不明
サイレントヒルにあるGood Ol' Daysというバーで働く中年女性。名前は不明。プレイヤーの選択に応じて服装や髪の色が変化するが、いずれもハリーに対してフレンドリーに接する。
マイク・スチュアート＆ルーシー・スチュアート (Mike Stewart&Lucy Stewart)
声 - 不明
ハリーの家に、何故か住んでいた中年夫妻。ハリーを不審者と勘違いして通報した。
ミッシェル・バルデス (Michelle Valdez)
声 - ケイト・ヒギンズ
完全にオリジナルのキャラクター。ハリーがミッドウィッチ高校で出会う20代の女性。
同窓会に参加したが、吹雪のために彼女以外、会場に集まらなかった。娘を探すハリーに協力する。
ジョン (John)
声 - ユーリ・ローエンタール
本作のオリジナルキャラクターの一人。ミッシェルの恋人の20代男性。職業は弁護士。
物語の終盤に初登場し、ミッシェルに別れ話を振り出す。
リサ・ガーランド(Lisa Garland)
声 - カレン・ストラスマン
20代の女性看護師。
病院で事故を起こしたところで、ハリーと出会う。最後は『サイレントヒル』での末路のように突然額から血を流し行方不明となる。

## クリーチャー
本作には下記のクリーチャー一種類の敵しか存在しないが、そのクリーチャーの種類は膨大な数に上る。

### ロウショック(Raw Shocks)
ハリーが「悪夢」の中で出会う怪物。子供のような背丈で、全身の皮を剥がされたような外見をしている。Raw Shocksは「生々しい衝撃」という意味がある。
集団でハリーを追跡し、飛び付いて攻撃してくる。視覚、嗅覚、聴覚を頼りにハリーを探すため、たとえロッカーに隠れてもいずれは発見されてしまうが、一時的にならやり過ごせる。
ハリーが力尽きても噛み付いたりはせず、逆にハリーを優しく撫でるような仕草をする。倒す術は無く、逃避しながら出口を探索していくことになる。逃げ道で拾う発煙筒を使用することによって、怪物は一時的に追い払うことが出来る。
また、とある場面ではハリーに対して、「戦わないで」というメッセージを残した。シナリオの分岐によって外見が変化する。以下に列挙する。

ブランクスレイト（Blank Slate）
男性の子供の様な体格。目や鼻がなく、つるりとした頭と瘤のあるただれたような体が特徴。
最初に遭遇する際の形態で名前も「白紙の状態」の意味である。
お薬を多く見るとこの形態になる。
フェミニン（Feminine）
女性型で若干痩せこけた姿で顔の端から端までに到達する巨大な口を持つクリーチャー。名前は「女性的」を意味する。
腰の辺りにスカートのようなヒレがあり、かかとの高いハイヒールを履いているような足を持つ。
性的なものを凝視したり特定の場所に連絡をかけるとこのクリーチャーになる。
ブローティッド（Bloated）
肌に巨大な腫瘍が出来て、肌の色が灰色になり、より巨大化・肥満化したクリーチャー。名前は「膨張」を意味する。
ビール・ワインなどのアルコールを含むものを多く見るとこのクリーチャーになる。
ブロークン（Broken）
顔の凹凸が激しくなり、手足やこめかみ部分に切り株のようなオブジェクトが出来、体の節々に穴があいているクリーチャー。名前は「壊れた」を意味する。
登場人物に対し非友好的に接したり、生き物の死体や刃物などの暴力的なものを多く見るとこのクリーチャーになる。
ジョーメトリック（Geometric）
頭が異様に膨れ上がり幾何学的になり、その中心に大きな穴が開き体は骨と皮だけになって手足が磁石のように二つに分かれているクリーチャー。名前も「幾何学的」を意味している。
骨と皮の見た目に合った、衰弱しきったような動きで襲い掛かってくる。
登場人物に対し好意的に接したり、シェリルを探すために適切な行動をとり続けるとこのクリーチャーになる。

## アイテム
携帯電話
メールや電話の他、写真を撮ったり地図を見ることができる。従来のラジオ同様、クリーチャーが近付くとノイズを発する。
発煙筒
「悪夢」でのみ出現するアイテム。点けていると一定時間クリーチャーが近付いてこなくなる。地面に置いておくこともできる。
思い出
「現実世界」で手に入れることが出来るアイテム。登場人物たちの過去の持ち物を具現化したもので、集めた数に応じてエンディングが微妙に変化する。

## エンディング
今作のエンディングはプレイヤーが選んだ選択肢の傾向に応じて決定される。いずれもラストはシェリルがカウンセリングを受けているカウフマンの診療所にハリーが立ち入る場面に繋がり、ハリーが既に死んでいる事と、それまでの出来事は全てシェリルの妄想であった事が判明する。その後、ハリーの消滅とシェリルが現実を受け入れる（展開によっては妄想に取り憑かれたまま）シーンを経て、冒頭から再生されてきた遊園地の映像の続き（ハリーの真の姿）を描く形でそれぞれのエンディングに移る。
離婚（Love Lost）
離婚の日、ハリーはシェリルに「（離婚は）お前のせいじゃない」と告げ、彼女を愛していることを伝えて家を去って行った。
下記のいずれにも傾倒せず選択肢を平均的に選んだ場合のエンディング。一般的にイメージされるトゥルーエンディングに近い。
泥酔（Drunk Dad）
泥酔しながら帰宅したハリーはシェリルを怒鳴りつける。アルコール依存症の彼は決して尊敬されるべき父親ではなかった。
飲酒や喫煙、薬物に関する選択肢を選んでいた場合のエンディング。
不倫（Sleaze and Sirens）
ハリーは妻子がいながら複数の女性と関係を持っていた。リサもミッシェルもハリーの不倫相手だった。
性的な選択肢を選んでいた場合のエンディング。
喧嘩（Wicked and Weak）
作家としての収入が無く、ダリアに殴られ、なじられるハリー。しかし彼は反論も抵抗もできなかった。
禁欲的な選択肢を選んでいた場合のエンディング。
UFO
シェリルは「父は宇宙人にさらわれた」「街全体が巨大な宇宙船だ」という無茶苦茶な主張を繰り返し、カウフマンもほとほと困り果ててしまう。そこに入って来たのはハリーではなく、診察日を間違えたジェイムスだった。ジェイムスが去りカウンセリングを続ける2人だったが、いつの間にかシェリルの姿は柴犬に変わっており、カウフマンも宇宙人へと変貌していた。その様子を、何故か帰ったはずのジェイムスが覗き見ていた。
2周目以降に出現する13機のUFOを全て撮影した場合に見られる、シリーズお馴染みのジョークエンド。このエンディングに入ると映像がイラストに変わる。